# Верещагіна Елеонора Федорівна
Елеоно́ра Фе́дорівна Вереща́гіна (нар. 7 травня 1938, Київ — 4 серпня 1994, Київ, Україна) — українська театральна актриса, заслужена артистка УРСР (1974).

## Загальні відомості
Дочка народного артиста СРСР Федора Верещагіна та Регіни Верещагіної; дружина українського режисера та педагога О. П. Горбенка.
Випускниця інституту ім. І. Карпенка-Карого (1959; викладачі П. Сергієнко, К. Степанков).
Працювала в драматичних театрах Вінниці (музично-драматичний театр ім. Садовського, 1959—1960), Одеси (1963—1964), Житомира (1964—1968), Київському театрі російської драми ім. Лесі Українки (1968—1970), Херсона (музично-драматичний театр ім. М. Куліша, 1970—1977), Дніпропетровська (музично-драматичний театр ім. Т. Шевченка (1960—1963, 1978—1984).
У 1983—1994 рр. — актриса Київського театру юного глядача на Липках.
Трагічно загинула 1994 року.

## Ролі
- циганка Аза — «Циганка Аза» М. Старицького,
- Дата — «Святий та грішний» М. Варфоломєєва,
- Секлета Лимериха — «Дамських справ майстер» — п'єса Д. Шевцова,
- Олена — «Райдуга» В. Василевської,
- Понсія — «Дім Бернарди Альби» Ф. Гарсіа Лорки
- Сонетка — «Леді Макбет Мценського повіту» М. Лєскова,
- сусідка з новели «Вірність» — «Декамерон» Бокаччо,
- Тетянка — «У неділю рано зілля копала» О. Кобилянської,
- у виставі «ТАРС уповноважений заявити» Юліана Семенова.